# Морозова, Надежда Николаевна (биатлонистка)
Надежда Николаевна Морозова (27 июня 1993, Ханты-Мансийск) — российская биатлонистка, чемпионка России. Мастер спорта России.

## Биография
Представляла Ханты-Мансийский АО. Первый тренер — В. И. Березин, позднее тренировалась под руководством В. П. Захарова, В. М. Чингалаева.
Становилась победительницей и призёром российских соревнований в младших возрастах, в том числе победительницей первенства России среди девушек 2011 года в индивидуальной гонке, серебряным призёром первенства страны 2012 года в смешанной эстафете.
Принимала участие в чемпионате мира среди юниоров 2012 года в Контиолахти в категории 19-летних, заняла 20-е место в спринте, 25-е — в гонке преследования и 36-е — в индивидуальной гонке.
На взрослом уровне в 2015 году стала чемпионкой России в гонке патрулей в составе сборной ХМАО.